# Legacy! Legacy!
Legacy! Legacy! — второй студийный альбом американской певицы и поэтессы Джамилы Вудс, вышедший 10 мая 2019 года на лейбле Jagjaguwar. Вудс поддержала альбом собственным концертным туром, а также выступила в качестве открывающей исполнительницы в туре рэпера Common в 2019 году и в туре Jimmy Lee Tour певца Raphael Saadiq в 2020 году.

## Отзывы
| Совокупная оценка | Совокупная оценка |
| Источник          | Оценка            |
| ----------------- | ----------------- |
| AnyDecentMusic?   | 8.4/10            |
| Metacritic        | 89/100            |
| Оценки критиков   |                   |
| Источник          | Оценка            |
| AllMusic          | [ 5 ]             |
| And It Don't Stop | B+                |
| Chicago Tribune   | [ 7 ]             |
| Exclaim!          | 8/10              |
| Financial Times   | [ 9 ]             |
| The Guardian      | [ 10 ]            |
| NME               | [ 11 ]            |
| Pitchfork         | 8.5/10            |
| Rolling Stone     | [ 13 ]            |
| Uncut             | 9/10              |

Sound of a Woman получил положительные отзывы от музыкальных критиков. На сайте Metacritic, который присваивает нормализованный рейтинг из 100 баллов рецензиям мейнстримных критиков, альбом получил средний балл 89 на основе 19 рецензий, что означает «общее признание».
В рецензии на AllMusic Энди Келлман назвал его «гальванизирующей декларацией гордости, поддержки и недовольства», а также «современным R&B-альбомом» с преимущественно «электро-соулом» и «хип-хопом». Энн-Деррик Гайо из The Nation оценила неосоул стиль Вудс как «улавливание силы чёрной гордости» и достижение нового музыкального достижения, «в котором она объединяет разрозненные влияния и продвигает свои вокальные техники наложения, чтобы построить свой динамичный нео-соул звук». В своей колонке «Consumer Guide», опубликованной в Substack, Роберт Кристгау выделил музыкальные качества песен «Miles», «Muddy», «Zora» и «Basquiat», а об альбоме в целом сказал: «Этот поэтическо-софистофанковый трибьют остроумному выбору афроамериканских героев искусства 20-го века плюс Фрида Кало всегда будет слишком атмосферным и импрессионистичным, чтобы меня устраивать. Но она и течёт, и обозначает».
В эссе по итогам года для Slate Энн Пауэрс назвала Legacy! Legacy! одним из своих любимых альбомов 2019 года и доказательством того, что эпоха альбомов не умерла, а скорее претерпевает «метаморфозы». Она добавила, что концептуальные альбомы возродились благодаря культурно значимым автобиографическим повествованиям таких артистов, как Вудс, которая создала трибьют своим предкам, «который многое говорит о жизни чернокожих сегодня».

### Итоговые списки
| Публикация      | Список                                                 | Ранг | Ссылка |
| --------------- | ------------------------------------------------------ | ---- | ------ |
| Exclaim!        | Exclaim!'s 10 Best Soul, Funk and World Albums of 2019 | 1    | [ 17 ] |
| Pitchfork       | The 50 Best Albums of 2019                             | 11   | [ 18 ] |
| Pitchfork       | The 200 Best Albums of the 2010s                       | 181  | [ 19 ] |
| Stereogum       | The 50 Best Albums of 2019                             | 37   | [ 20 ] |
| Under the Radar | Under the Radar’s Top 100 Albums of 2019               | 82   | [ 21 ] |

## Список композиций
Слова и музыка всех песен — Jamila Woods, кроме обозначенных.
| №                   | Название                                    | Автор(ы)            | Продюсеры                                                         | Длительность |
| ------------------- | ------------------------------------------- | ------------------- | ----------------------------------------------------------------- | ------------ |
| 1.                  | «Betty»                                     |                     | Oddcouple                                                         | 3:11         |
| 2.                  | «Zora»                                      |                     | Slot-A                                                            | 3:06         |
| 3.                  | «Giovanni»                                  |                     | Slot-A Ralph Gene [a] Justin Canavan [a] Aminata Burton [a]       | 4:48         |
| 4.                  | «Sonia» (при участии Nitty Scott)           | Woods Nitzia Scott  | Slot-A                                                            | 4:21         |
| 5.                  | «Frida»                                     |                     | Slot-A                                                            | 2:58         |
| 6.                  | «Eartha»                                    |                     | Peter Cottontale                                                  | 2:49         |
| 7.                  | «Miles»                                     |                     | Slot-A                                                            | 3:08         |
| 8.                  | «Muddy»                                     |                     | Slot-A                                                            | 3:11         |
| 9.                  | «Basquiat» (при участии Saba)               | Woods Tahj Chandler | Slot-A Woods [a] Canavan [a] Burton [a] Stephon "Mooch" Brown [a] | 6:45         |
| 10.                 | «Sun Ra» (при участии theMIND и Jasminfire) | Woods Zarif Omer    | Slot-A Canavan [a] Jasmin Charles [a]                             | 3:26         |
| 11.                 | «Octavia»                                   |                     | Slot-A                                                            | 3:11         |
| 12.                 | «Baldwin» (при участии Nico Segal)          |                     | Slot-A Segal [a]                                                  | 3:53         |
| 13.                 | «Betty (For Boogie)»                        |                     | Slot-A                                                            | 4:15         |
| Общая длительность: | Общая длительность:                         | Общая длительность: | Общая длительность:                                               | 49:02        |

Замечания
- ↑  дополнительный продюсер